# Currituck megye
Currituck megye az Amerikai Egyesült Államokban, azon belül Észak-Karolina államban található. Megyeszékhelye Currituck, legnagyobb városa Moyock. Lakosainak száma 28 100 fő (2020. április 1.). Currituck megye Chesapeake, Dare, Virginia Beach, Camden és Tyrrell megyékkel határos.

## Népesség
A megye népességének változása:
| Lakosok száma | 23 649 | 23 921 | 24 100 | 24 396 | 25 263 | 28 100 |
|               | 2010   | 2011   | 2012   | 2013   | 2015   | 2020   |